# Halenbach
Halenbach ist ein Ortsteil der Gemeinde Arzfeld im rheinland-pfälzischen Eifelkreis Bitburg-Prüm. Bis 1972 war Halenbach eine eigenständige Gemeinde.

## Geographische Lage
Halenbach liegt auf der zur Westeifel gehörenden Arzfelder Hochfläche und am Rand des Deutsch-Luxemburgischen Naturparks. Durch den Ort fließt der Halenbach, ein linker Zufluss des Mannerbachs. Nordwestlich erhebt sich der 502 m ü. NHN hohe Halenbacher Berg.

## Geschichte
Der Ort gehörte bis 1794 zur Meierei Eschfeld-Arzfeld in der Herrschaft Dasburg, die Teil des Herzogtums Luxemburg war. Nach der Annexion der Österreichischen Niederlande, zu denen das Herzogtum Luxemburg gehörte, durch französische Revolutionstruppen wurde die Gemeinde Halenbach 1795 dem Kanton Arzfeld im Departement der Wälder zugewiesen. Aufgrund der Beschlüsse auf dem Wiener Kongress wurde 1815 das vormals luxemburgische Gebiet östlich der Sauer und der Our dem Königreich Preußen zugesprochen. Unter der preußischen Verwaltung kam Halenbach 1816 zum neu errichteten Kreis Prüm im Regierungsbezirk Trier und wurde von der Bürgermeisterei Lichtenborn verwaltet. 1843 bestand Halenbach aus 13 Häusern mit 61 Einwohnern. Alle Einwohner waren katholisch, sie waren nach Binscheid eingepfarrt. Auch schulisch gehörte Halenbach zu Binscheid.
Im Zuge der ersten rheinland-pfälzischen Verwaltungsreform wurde die bis dahin eigenständige Gemeinde Halenbach mit damals 58 Einwohnern am 1. Juli 1972 nach Arzfeld eingemeindet. 1987 zählte Halenbach 59 Einwohner.

## Kapelle St. Josef
Eine erste Kapelle im Ort bestand bereits im 16. Jahrhundert. In einem Visitationsbericht aus dem Jahre 1570 wurde die dem hl. Markus geweihte Kapelle als Filiale der Pfarrei Lichtenborn aufgeführt. Sie wurde um 1793 wegen Baufälligkeit niedergelegt. Die heutige, St. Josef geweihte Kapelle wurde in den Jahren 1949/1950 von den Einwohnern von Halenbach und Hickeshausen errichtet.

## Wirtschaft und Infrastruktur

### Unternehmen
Im Ortsteil Halenbach wird eine KFZ-Werkstatt betrieben.

### Verkehr
Halenbach ist durch die Kreisstraßen 58 und 122 erschlossen.